# Ștefan Opriș
Ștefan Opriș, romunski general, * 1893, † 1979.